# Basic Role-Playing
Pour les articles homonymes, voir BRP.
Basic Role-Playing (« jeu de rôle basique » en anglais), ou BRP, est le nom donné au système de jeu générique qu'utilise l'éditeur Chaosium pour ses jeux de rôle sur table, en référence au nom du livret qui en définissait les principes, publié pour la première fois en 1980. Il est aussi parfois appelé système Chaosium, du nom de l'éditeur qui l'a inventé, par opposition à d'autres systèmes de jeu de rôle, comme les systèmes d6 et d20. Toutefois l'utilisation de dés à 100 faces n'est pas l'exclusivité de Chaosium. Une version générique et simplifiée a été éditée en France dans un numéro hors-série du journal Casus Belli sous le nom (et l'orthographe) BaSIC, le jeu de rôle pour tous. Chaosium l'a à nouveau réédité, sous le même titre, en juin 2008.

## Histoire
Ce système de jeu tire son origine du jeu RuneQuest, dont il reprend les principes fondamentaux en les simplifiant.
Le principal créateur du système de jeu de RuneQuest est Steve Perrin, mais Greg Stafford, fondateur et PDG de Chaosium, voulait que RuneQuest restât le jeu de rôle de Glorantha, l'univers que Stafford lui-même avait créé depuis 1966. Ainsi, pour la publication d'autres jeux à paraître chez Chaosium, Stafford s'allie à Lynn Willis pour travailler sur un système générique de jeu de rôle. Parmi les règles originales de RuneQuest, ils retirent plusieurs éléments qui encombrent ou ralentissent le déroulement des actions, par exemple les rangs d'action ou les points de vie par localisation. C'est ainsi qu'ils mettent au point un ensemble de règles épurées et simplifiées, le « squelette » de RuneQuest.
Tous les deux signent Basic Role-Playing en 1980, et dès lors, Chaosium transpose ce système basique de règles à quasiment tous ses jeux de rôle : Stormbringer (1981), L'Appel de Cthulhu (1981), Worlds of Wonder (1982), SuperWorld (1983), ElfQuest (1984), RingWorld (1984), Hawkmoon (1986), Elric! (1993) et Nephilim (1994 pour son édition américaine par Chaosium), à chaque fois de manière légèrement modifiée pour s'adapter aux spécificités des univers concernés. Les deux seuls jeux pour lesquels Chaosium n'a pas utilisé le Basic Role-Playing sont Pendragon (1985), qui utilise un dé à vingt faces (d20) pour la résolution des actions (mais il ne s'agit pas du célèbre système d20) et Prince Vaillant (1989), qui utilise des pièces de monnaie en guise de « dés à deux faces » (avec des résultats de « pile ou face » où chaque résolution d'action se base sur le décompte d'un certain nombre de « faces » et un certain nombre de « piles » lors d'un jet de monnaies).
Une version simplifiée de Basic Role-Playing destinée aux rôlistes débutants, nommée BaSIC, est élaborée par les rédacteurs de la revue française de jeux de rôle Casus Belli et publiée avec l'autorisation de Chaosium dans son hors-série n°19 en 1997. Le système Basic Role-Playing lui-même connaît une nouvelle édition anglaise en 2002, puis en 2008.
En 2010, le jeu est réédité sous la forme d'un livre à couverture jaune. Il comporte, outre les règles d'origines, de nombreuses options tirées des jeux de Chaosium permettant de modifier le niveau de complexité de jeu ou d'introduire dans ses parties des pouvoirs surnaturels et des équipements de divers niveaux technologiques.

## Lignes générales
Ce système est l'un des premiers à s'affranchir du principe des classes de personnage et de la notion de niveau, en proposant un système de compétences progressant individuellement.
Le système de résolution des conflits et des actions est basé sur des jets de pourcentage. Le joueur lance un d100 et doit obtenir un résultat inférieur où égal à un chiffre — compris entre 1 et 100. Dans la grande majorité des cas, le seuil à ne pas dépasser est simplement le chiffre de l'une des compétences du personnage du joueur. Par ailleurs, il propose une table de résolution des oppositions qui inspirera les tables uniques de résolution, telles que l'on en voit dans le jeu James Bond 007 puis dans bien d'autres jeux par la suite.
Ce système a souvent été vanté pour sa facilité d'approche, un débutant pouvant aisément appréhender son principe : en effet, la notion de pourcentage est habituellement bien connue, et le joueur débutant n'a qu'une seule règle à connaître. C'est d'autant plus vrai si l'on se replace dans le contexte de l'époque, où les autres jeux proposaient parfois des systèmes différents selon le type d'action. Sandy Petersen a choisi ce système pour L'Appel de Cthulhu justement pour cette simplicité ; il lui semblait important, pour un jeu d'horreur, d'« "enfermer" le joueur, plutôt que de le maintenir à distance avec les règles. L'avantage du Basic Role-Playing est qu'il est transparent ».

## Personnage
Le personnage (qu'il soit humain, animal ou autre) est défini par un ensemble de caractéristiques et de compétences. Les caractéristiques permettent de définir les éléments constitutifs fondamentaux du personnage, tandis que les compétences représentent ses connaissances, aptitudes et savoir-faire.

### Caractéristiques
Les caractéristiques sont habituellement au nombre de 7 :
- force (FOR) : puissance physique ;
- constitution (CON) : résistance physique (aux maladies, à la fatigue) ;
- taille (TAI) : à la fois taille et masse d'un individu ;
- intelligence (INT) : capacité d'apprentissage ;
- pouvoir (POU) : volonté et capacité magique ;
- dextérité (DEX) : agilité naturelle, vitesse de réaction ;
- charisme (CHA) ou apparence (APP) : beauté physique, capacité à s'attirer les sympathies, à charmer.

Certains jeux utilisant ce système modifient cependant légèrement cette liste : ainsi, Nephilim n'inclut pas la taille et L'Appel de Cthulhu y ajoute l'éducation (EDU).
Dans les premiers jeux fondés sur Basic Role-Playing, les caractéristiques étaient déterminées par 7 jets de 3d6 (trois dés de six faces). Par la suite, TAI et INT ont été déterminés par des jets de 2D6+6, permettant ainsi d'inclure dans une même échelle les êtres humains avec des créatures à l'intellect plus limité ou de stature moindre.
Des versions plus récentes (Elric et BaSIC entre autres) ont fait le choix de déterminer toutes les caractéristiques avec 2d6+6.
Des caractéristiques dérivées sont définies à partir des caractéristiques, habituellement :
- les points de vie ((TAI + CON)/2), déterminant le nombre de coups qu'un personnage peut subir avant de tomber inconscient ou mourir ;
- le bonus aux dégâts, servant à modifier l'impact des coups infligés lors du combat au corps à corps (tableau en fonction de TAI+FOR) ;
- les points de magie ou points d'énergie pour les pouvoirs extraordinaires — magiques, psioniques, … — (score identique au score de POU).

Selon les jeux, d'autres facteurs dérivés ont été intégrés :
RuneQuest
- les rangs d'action (RA) permettent de déterminer l'ordre d'action en combat (basé sur TAI, DEX et l'arme utilisée) ;
- les points de vie par localisation servent à gérer la localisation des coups (on distingue ainsi les blessures aux membres, à la tête…).

StormBringer, Elric, Hawkmoon
- le score de blessure grave définit un seuil à partir duquel une blessure est véritablement incapacitante (PdV Max/2).

L'Appel de Cthulhu, Elric
- INT×5 donne un pourcentage de jet d'idée ;
- DEX×5 un jet d'Agilité ;
- POU×5 donne un pourcentage de jet de chance :
- la santé mentale (SAN) permet de gérer la plongée progressive vers la folie d'un individu confronté de plus en plus souvent à l'horreur.

### Compétences
Les compétences sont notées en pourcentages et représentent ce qu'a appris le personnage au cours de sa vie. Ce chiffre représente les chances de réussir une action liée à la compétence dans des conditions « moyennes ». Cela donne un caractère très intuitif au système.
Le système de détermination des compétences initiales varie d'un jeu à l'autre. Par exemple, dans RuneQuest, les compétences initiales ont une base déterminée par l'espèce (dite également « race » par anglicisme) à laquelle appartient le personnage, et la culture d'origine ; la valeur initiale est ensuite modifiée en fonction des caractéristiques du personnage et de la formation qu'il a suivi après ses 15 ans (cela dépend donc de son âge et de sa profession). Dans la version Basic Role Playing, les compétences ont toutes une base fixe à laquelle le joueur peut ajouter des points à sa convenance pendant la création de personnage (300 points par exemple).
Il est possible de dépasser 100 dans les compétences pour les personnages réellement doués dans un domaine, un tel score permettant de faire face à des situations très compliquées qui réduisent les chances de réussite.

## Actions

### Mécanisme général
Une action qui peut échouer ou réussir est résolue en générant un nombre compris entre 1 et 100, le plus souvent par le jet d'un dé à 100 faces. Pour la réalisation d'une action, le joueur doit obtenir un résultat inférieur aux chances de réussites définies par le maître de jeu en fonction des circonstances
- un score de compétence s'il existe une compétence en rapport (ajusté par des bonus/malus suivant la situation),
- ou un score de caractéristique multiplié par un facteur de difficulté (entre ×1 et ×5 ou éventuellement en additionnant plusieurs caractéristiques) si aucune compétence n'est adaptée (par exemple épreuve de « force brute »).

Par exemple un joueur jouant le rôle d'un archer compétent en tir à l'arc à 70 % devra obtenir un résultat égal ou inférieur à 70 lors d'un jet de d100 s'il veut toucher une cible avec une de ses flèches. Selon la difficulté (la taille de la cible, sa proximité ou son éloignement, si elle est en mouvement, si le personnage qui tire est en mouvement ou toute autre particularité signalée par le directeur de jeu) des modificateurs positifs ou négatifs (bonus/malus) peuvent augmenter ou diminuer le pourcentage de réussite du joueur. Si par exemple le personnage tire sa flèche à bout portant, le meneur de jeu peut octroyer +20 % à ses chances de succès (ce qui donne au joueur une nouvelle base de 90 % pour son jet de dés : 70 + 20), alors que le tir à cheval et au galop peut lui réduire ses chances de 40 % (ce qui lui donne une nouvelle base de 30 % : 70 - 40).

### Table d'opposition
Cette table sert à résoudre une situation où une action rencontre une opposition, par exemple faire un bras de fer (opposition FOR/FOR entre deux personnages) ou soulever une charge (opposition FOR du personnage/TAI de la charge). Les chances de réussite du personnage actif dans une telle opposition sont déterminées par une table, construite sur la formule : 
50 % - (caractéristique du personnage passif)×5 + (caractéristique du personnage actif)×5.
Une opposition contre un élément de l'environnement peut se faire en attribuant un score virtuel de caractéristique à celui-ci. Par exemple, si le personnage veut défoncer une porte, le meneur de jeu attribue à la porte une FOR (5 pour une porte fragile, 20 pour une porte en chêne massif) et demandera au joueur de battre cette FOR virtuelle avec sa propre FOR.

### Opposition de compétences
Il est des cas où les caractéristiques ne peuvent suffire à gérer une opposition. Dans les versions plus anciennes du système, seuls certains types d'oppositions — par exemple, Attaque contre Défense, ou Perception contre Discrétion — sont traitées, et souvent selon des règles différentes.
Les versions plus récentes incorporent souvent des méthodes d'opposition de compétences, soit en comparant uniquement les niveaux de réussite, soit en faisant intervenir le résultat du dé ou sa marge de réussite.

### Réussites exceptionnelles
La plupart des jeux utilisant le système Basic Role-Playing utilisent les notions de réussite ou d'échec exceptionnels si le jet est aux extrêmes, c'est-à-dire proche de 1 ou de 100. On parle de réussites ou d'échecs « critiques », et parfois de réussites « spéciales » (dans RuneQuest ou HeroQuest, notamment).
Chaque jeu propose sa manière de calculer les chances de réussites exceptionnelles. Par exemple :
RuneQuest
- réussite critique : jet inférieur ou égal à un vingtième des chances de réussite ;
- réussite spéciale : jet inférieur ou égal à un cinquième des chances de réussite ;
- échec critique : jet supérieur à (95 + chances de réussite critique).

Stormbringer
- réussite critique : jet inférieur ou égal à un dixième des chances de réussite ;
- échec critique : jet supérieur ou égal à 99 si les chances de réussite sont inférieures à 50, jet de 100 sinon.

Elric
- réussite critique : jet inférieur ou égal à un cinquième des chances de réussite ;
- échec critique : jet supérieur ou égal à 99 si les chances de réussite sont inférieures à 50, jet de 100 sinon.

BaSIC
- réussite critique : jet inférieur ou égal à 05 ;
- échec critique : jet supérieur à 95.

L'Appel de Cthulhu V6
- réussite critique : 01 ;
- réussite spéciale : 1/5 du pourcentage de la caractéristique ou de la compétence.
- échec critique : 00.

## Combat
Chaque jeu propose ses variantes sur le thème, mais un schéma global peut toutefois être dressé.
L'ordre de jeu dépend habituellement de la DEX, bien que RuneQuest propose un système plus compliqué de rangs d'action :
- chacun leur tour, les protagonistes ont une chance de placer une attaque ; ils doivent tester la compétence de combat appropriée au contexte (la plupart du temps celle qui porte le nom de la catégorie de l'arme qu'ils utilisent) ;
- si le test d'attaque est réussi, la cible a le droit de tenter une parade (en testant la compétence correspondant à l'arme qu'il utilise) ou une esquive (en testant sa compétence esquive) ; si la cible réussit ce jet, elle dévie ou évite le coup ; suivant les jeux, une parade ou une esquive annulent une attaque ou réduisent les dégâts de celle-ci ;
- si l'attaquant touche, il inflige un nombre de points de dégâts déterminé par l'arme utilisée, un éventuel bonus aux dégâts, et l'armure que porte la cible ;
- ces dégâts sont alors retranchés des points de vie de la cible.

Habituellement, tomber à 0 points de vie signifie l'inconscience du personnage et tomber à -2 sa mort.
Dans RuneQuest, chaque partie du corps (le jeu en compte 7 pour un humanoïde) se voit aussi attribuer des points de vie. Un coup porté fera aussi perdre des points de vie au membre touché. A 0 points de vie, le membre est hors d'usage. S'il atteint en négatif son score d'origine, le membre est perdu.
Certains jeux utilisent un mécanisme de "Blessures Graves". La perte de plus de la moitié des points de vie en une seule blessure pourra occasionner un handicap permanent.

## Pouvoirs
Les pouvoirs spéciaux — magiques, psioniques ou autres — dépendent de l'univers du jeu ; chaque jeu a de fait des règles spécifiques.
RuneQuest les deux premières versions présentent deux systèmes de magie : la magie de bataille, permettant comme son nom l'indique de lancer des sorts de magie mineure utiles en combat, et la magie divine, permettant de lancer des sorts très puissants, obtenus en sacrifiant du POU à sa divinité. Une troisième approche est celle de l'invocation des créatures spirituelles et des enchantements.
Dans la troisième édition de RuneQuest (qui est par ailleurs l'édition qui fut traduite en France), la magie de bataille est rebaptisée magie des esprits et est plutôt proche du shamanisme : le personnage doit éveiller son « être intérieur » et mobilise l'énergie magique par des focii : colifichet, tatouage… Cette édition introduit la sorcellerie, approche beaucoup plus souple de la magie et basée sur des compétences. Un sorcier peut, par le biais de ces compétences, modeler à son goût ses sorts, en fonction des points de magie qu'il souhaite dépenser.
Stormbringer ne traite que de l'invocation des élémentaires et des démons, qu'un sorcier peut soit utiliser pour une mission ponctuelle ou lier à son service. Elric ajoute l'usage d'une magie mineure très fortement inspirée de la magie des esprits de RuneQuest.
Dans L'Appel de Cthulhu, les personnages peuvent apprendre des rituels du mythe de Cthulhu, mais aux dépens de leur santé mentale.

## Expérience
Le système d'expérience du système Chaosium fait progresser les compétences individuellement.
À chaque fois qu'un personnage utilise une compétence de manière significative, le joueur coche la case à côté ; certaines compétences sont figées et ne peuvent pas être cochées. À la fin de la partie, le joueur jette un d100, et la valeur doit dépasser le score de la compétence (la progression devient donc de plus en plus difficile, lente). S'il y parvient, la compétence augmente de quelques pourcents ; par exemple, à RuneQuest, le joueur peut choisir d'augmenter la compétence de 3 % ou bien d'1d6 %.

## Héritage
Goblinoid Games a créé en 2007 un rétroclone jeu générique sous licence ludique libre, GORE (Generic Old-school Role-playing Engine).
Alephtar Games, un éditeur de jeux utilisant le système Basic Role-Playing, a créé en 2015 un système dérivé appelé Revolution D100.
Plusieurs jeux sont dérivés de RuneQuest et donc sont liés au BRP :
- OpenQuest (d101 Games, 2009, publié en français par Le Scriptorium, 2012) ;
- Legend (Mongoose, 2011) ;
- Mythras (The Design Mechanism, 2016, publié en français par d100.fr, 2017).